# Флаг Ханымея
Флаг муниципального образования посёлок Ханымей Пуровского района Ямало-Ненецкого автономного округа Российской Федерации — опознавательно-правовой знак, служащий официальным символом муниципального образования.
Флаг утверждён 9 апреля 2012 года решением Собрания депутатов муниципального образования посёлок Ханымей № 216 и внесён в Государственный геральдический регистр Российской Федерации с присвоением регистрационного номера 7723.
После внесения флага в Государственный геральдический регистр Российской Федерации, решением Собрания депутатов муниципального образования посёлок Ханымей № 16, утверждён рисунок флага прошедший экспертизу в Геральдическом совете при Президенте Российской Федерации.

## Описание
«Прямоугольное полотнище с отношением ширины к длине 2:3, составленное из двух равных горизонтальных полос синего и зелёного цветов, по центру которого помещено изображение солнца с обременяющими его шаром и белкой из поселкового герба, выполненное белым, жёлтым и синим цветами. Обратная сторона зеркально воспроизводит лицевую».
Геральдическое описание герба гласит: «В пересечённом лазоревом и зелёном поле — серебряное солнце, сияющее тем же металлом и пламенеющее золотом, без изображения лица, обременённое лазоревым диском, имеющий край в виде перемежающихся малых острых зубцов и сложных больших — в виде обращённых внутрь диска малых стропил, каждое из их плеч которых раздвоено в виде такого же стропила; диск обременён золотой лежащей белкой».

## Обоснование символики
Серебряное солнце служит указанием на северное положение территории, а его золотые лучи на богатство недр природными энергоносителями (нефть, газ).
Шар с орнаментальным краем — дань уважения к истории и традициям коренного населения.
Золотая белка обозначает лесные богатства и указывает на принадлежность посёлка к Пуровскому району.